# Hospital Nacional Especializado de Villa Nueva
El Hospital Nacional de Especialidades Quirúrgicas de Villa Nueva también conocido como Hospital de Villa Nueva es un centro hospitalario de titularidad pública, situado en la 55 av. 12-20   zona 10, Parcelamiento Plan Grande, de la ciudad de Villa Nueva en el Departamento de Guatemala. Está administrado por el Ministerio de Salud Pública y Asistencia Social de la República de Guatemala.
El nosocomio brinda cobertura a unos 2 millones 715 mil personas que residen en Villa Nueva y las poblaciones aledañas del Sur del Departamento de Guatemala, otorgándole a los pacientes atención especializada incluyendo procedimientos quirúrgicos ambulatorios y servicios de cirugía múltiples, el personal encargado se conforma de un 65% de mujeres y el otro es un 35% de hombres, el cual hizo que el hospital de Villa nueva fuera un lugar de seguridad firme y alta mente capacitado para dar servicio gratuito a la población guatemalteca.
El Hospital de Villa nueva se conformó principalmente de mujeres (2018-2019) haciendo que sea uno de los primeros hospitales de Villa nueva con una mayoría de mujeres trabajando en el. Actualmente el trabajo se enfoca en más de 15 especialidades quirúrgicas.

## Historia
- El 20 de diciembre de 2018 en una conferencia de prensa el ministro de salud junto con el presidente de la nación inauguran el Hospital de Villa Nueva y se habilita el área de consulta externa y se da a conocer que el edificio tuvo un costo de 217 millones 584 mil 421 quetzales, además de otros 4 millones 20 mil quetzales para equipar las clínicas y centros de diagnóstico. Se indicó que para el año 2019 se asignaron 169 mil 956 quetzales como presupuesto anual.[3]

- El 20 de diciembre de 2019 se inauguró la segunda fase del Hospital de Villa Nueva, se agregan los servicios de cirugía, cirugía maxilofacial, neumología, traumatología, gastroenterología y ginecología, además se agregan dos áreas nuevas de cirugía y se equipan las áreas del intensivo pediátrico y neonatal, imageología, banco de sangre y laboratorio para el tamizaje de sangre. En esta segunda fase se invirtieron 46 millones 29 mil 377 quetzales.

## Hospital de Villa Nueva para cuarentena por el COVID-19
El MSPAS designó el Hospital de Villa Nueva como el centro de cuarentena para los casos del nuevo coronavirus COVID-19,  este centro asistencial atiende a pacientes que den positivo para dicho virus declarado pandemia a nivel mundial por la Organización Mundial de la Salud. El jefe de la cartera de salud mencionó que según protocolos de atención y prevención que se realizaron, se determinó que dicho edificio era el espacio ideal para atender y monitorear a las personas que presenten síntomas del COVID-19.
El 13 de marzo de 2020 se confirma el primer caso de coronavirus en Guatemala, un joven guatemalteco de 27 años proveniente de Madrid al ingresar al Aeropuerto Internacional La Aurora es trasladado al Hospital de Villa nueva para ser puesto en cuarentena y brindarle los servicios médicos correspondientes.